# Хэллиси, Лора
Ло́ра Хэ́ллиси (англ. Laura Hallisey; род. 31 декабря 1986, Медфилд, Массачусетс) — американская кёрлингистка.

## Достижения
- Чемпионат США по кёрлингу среди женщин: золото (2010).
- Чемпионат США по кёрлингу среди смешанных команд: серебро (2024).
- Континентальный Кубок по кёрлингу: золото (2011).
- Чемпионат США по кёрлингу среди юниоров: серебро (2006, 2007).

## Команды
| Сезон                          | Четвёртый     | Третий       | Второй        | Первый       | Запасной                                   | Турниры                         |
| ------------------------------ | ------------- | ------------ | ------------- | ------------ | ------------------------------------------ | ------------------------------- |
| 2004—05                        | Лора Хэллиси  | ?            | ?             | ?            |                                            | ЧСШАЮ 2005 (5 место)            |
| 2005—06                        | Лора Хэллиси  | ?            | ?             | ?            |                                            | ЧСШАЮ 2006                      |
| 2006—07                        | Лора Хэллиси  | ?            | ?             | ?            |                                            | ЧСШАЮ 2007                      |
| 2007—08                        | Лора Хэллиси  | ?            | ?             | ?            |                                            | ЧСШАЮ 2008 (4 место)            |
| 2008—09                        | Эрика Браун   | Нина Спатола | Nina Reiniger | Лора Хэллиси |                                            | ЧСШАЖ 2009 (4 место)            |
| 2009—10                        | Эрика Браун   | Нина Спатола | Энн Суиссхелм | Лора Хэллиси | Джессика Шульц (ЧМ) тренер: Билл Тодхантер | ЧСШАЖ 2010 · ЧМ 2010 (5 место)  |
| 2010—11                        | Эрика Браун   | Нина Спатола | Энн Суиссхелм | Лора Хэллиси | Дебби Маккормик (ЧСШАЖ)                    | ККК 2011 · ЧСШАЖ 2011 (4 место) |
| Кёрлинг среди смешанных команд |               |              |               |              |                                            |                                 |
| 2023—24                        | Alex Leichter | Лора Хэллиси | Ryan Hallisey | Nicole Aaron |                                            | ЧСШАСК 2024                     |
| 2024—25                        | Alex Leichter | Лора Хэллиси | Ryan Hallisey | Nicole Aaron |                                            | ЧСШАСК 2025 (6 место)           |

(скипы выделены полужирным шрифтом)

## Частная жизнь
Начала заниматься кёрлингом в 1995, в возрасте 9 лет.
Окончила Университет Томаса Джефферсона и Университет Вилланова, работает клиническим фармакологом.